# Ton Pentre
Ton Pentre je vesnice v oblasti Rhondda na jihovýchodě Walesu. První záznamy o osídlení tohoto místa pochází z doby železné, kdy se zde nacházelo hradiště. V polovině devatenáctého století zde byla vystavěna důlní šachta pro těžení antracitu, což zajistilo velké množství pracovních míst. Těžit se zde přestalo v roce 1948. Roku 2004 zde žilo 1028 obyvatel.